# Spermophilus pygmaeus
Il citello pigmeo o citello grigio (Spermophilus pygmaeus (Pallas, 1779)) è uno sciuride appartenente al genere dei citelli (Spermophilus). È diffuso dall'Ucraina orientale, attraverso parte della Russia (Daghestan compreso), fino al Kazakistan centrale.

## Descrizione
Il citello pigmeo raggiunge una lunghezza testa-corpo di circa 17,5-26,0 centimetri ed è una delle specie più piccole del suo genere. La coda è lunga 2,5-5,0 centimetri ed è quindi, come in tutti i citelli, significativamente più corta del resto del corpo. Il colore del dorso è variabile e va da un grigio chiaro sfumato di giallo paglierino a un grigio-brunastro. Sul dorso vi sono delle macchie indistinte, che in alcuni casi possono però essere molto ridotte di numero o addirittura assenti. La testa ha spesso una colorazione più brillante del dorso; sopra l'occhio vi è una macchia rossa. I fianchi sono di colore giallo paglierino chiaro sfumato di grigio. I piedi vanno dal bianco al giallo paglierino. La coda varia molto di colore e può essere bianca, color sabbia, marrone o nera.
Come tutte le specie del suo genere, ha un unico incisivo a scalpello per emimascella, seguito da uno spazio privo di denti (diastema). Seguono due premolari e tre molari. Al contrario, sulla mascella inferiore vi è un solo premolare per lato. Complessivamente vi sono 22 denti.

## Distribuzione e habitat
Il citello pigmeo vive nelle steppe e nelle regioni semidesertiche cha dal Dnepr e dalla Crimea in Ucraina, attraverso la regione del Volga e degli Urali meridionali in Russia e il Daghestan, giungono fino all'Asia centrale ad est del lago d'Aral in Kazakistan. A causa del riscaldamento globale, che ha portato a un aumento delle precipitazioni e delle annate piovose nella regione, l'areale si è ristretto sempre più nel corso degli ultimi anni. La specie vive nelle pianure, fino a 400 o 500 metri di altitudine.

## Biologia
Il citello pigmeo è uno scoiattolo di terra diurno. Vive principalmente nelle steppe e nelle regioni semidesertiche di pianura. Si nutre principalmente di sostanze vegetali, in particolare foglie, germogli e semi di graminacee e altre piante erbacee e, nel sottosuolo, di radici e tuberi. Nelle zone agricole mangia anche piante coltivate e cereali. I citelli vivono in colonie e difendono i loro territori dai vicini. I maschi hanno territori più ampi che si sovrappongono a quelli di più femmine e cercano di tenere a distanza gli altri maschi e di attirare verso di sé le femmine. Anche le femmine difendono il proprio territorio dalle congeneri. La tana è una struttura solitamente semplice, con un ingresso e una o più camere nido; ha una lunghezza e una profondità di circa un metro. Inoltre, vengono costruite tane riparo poco profonde in cui gli animali possono rifugiarsi in caso di pericolo.
Come gli altri citelli, questi animali trascorrono l'inverno in un lungo letargo che inizia ad agosto o un po' più tardi per gli animali giovani e le femmine. Questo dura da 5 a 8 mesi: gli animali si svegliano tra marzo e aprile dell'anno successivo. La stagione riproduttiva inizia in primavera subito dopo il risveglio. I sei-otto piccoli nascono nel nido sotterraneo dopo un periodo di gestazione di 25-26 giorni e lo lasciano alla fine della primavera. A causa delle temperature elevate, in piena estate i citelli cadono in una sorta di torpore, rimanendo all'interno della tana; trascorsa questa fase, alcuni esemplari, soprattutto i maschi, possono entrare direttamente in letargo, dopo una breve interruzione.
I principali predatori di questi animali sono rapaci e volpi, alla cui presenza rispondono con brevi e acuti richiami di allarme seguiti da una subitanea fuga.

## Tassonomia
Il citello pigmeo viene classificato come specie indipendente all'interno del genere Spermophilus, attualmente costituito da 15 specie a seguito di una revisione tassonomica. La prima descrizione scientifica venne effettuata nel 1779 dal naturalista Peter Simon Pallas a partire da esemplari provenienti dall'area del corso superiore dell'Ural in Kazakistan. A causa della struttura dei cromosomi, nonché di caratteristiche biomolecolari e genetiche, gli studiosi stanno tuttora discutendo se il citello del Caucaso (Spermophilus musicus) sia conspecifico del citello pigmeo e debba pertanto essere considerato una sua sottospecie.
Ne vengono riconosciute quattro sottospecie, compresa la forma nominale:
- S. p. pygmaeus Pallas, 1778, la forma nominale, diffusa nella regione del Volga e negli Urali meridionali;
- S. p. brauneri Martino, 1914, diffusa nella penisola di Crimea. È di colore più chiaro della sottospecie nominale; la coda scura è di colore rossastro;
- S. p. herbicolus Martino, 1914, diffusa nella zona centrale dell'areale. È spesso caratterizzata da un colore rosso ruggine su testa e coda;
- S. p. mugosaricus Lichtenstein, 1823, diffusa nella parte orientale dell'areale, soprattutto in Kazakistan. È più chiara della forma nominale e presenta macchie color cannella o ocra.

In alcune zone la specie può incrociarsi con il citello dalle guance rosse (Spermophilus erythrogenys) e il citello giallo (S. fulvus), più spesso con il citello rosso (S. major) e il souslik (S. suslicus).

## Conservazione
Il citello pigmeo viene classificato dall'Unione internazionale per la conservazione della natura (IUCN) come «specie a rischio minimo» (Least Concern). Tale status trae giustificazione dalla popolazione numerosa e dall'ampia area di distribuzione della specie. Sebbene siano state registrate diminuzioni regionali delle popolazioni e la scomparsa di alcune colonie, la popolazione complessiva non è in pericolo. Le cause principali del calo delle popolazioni e della riduzione dell'areale, soprattutto nella regione meridionale del Volga, sono i mutamenti climatici e l'aumento delle precipitazioni nell'ambito del cambiamento climatico globale. A ciò si aggiungono le minacce legate alle pratiche agricole, come l'uso di pesticidi, l'irrigazione dei campi, il pascolo eccessivo e la persecuzione cui è fatta oggetto la specie, potenzialmente nociva per le colture cerealicole.